# Colégio

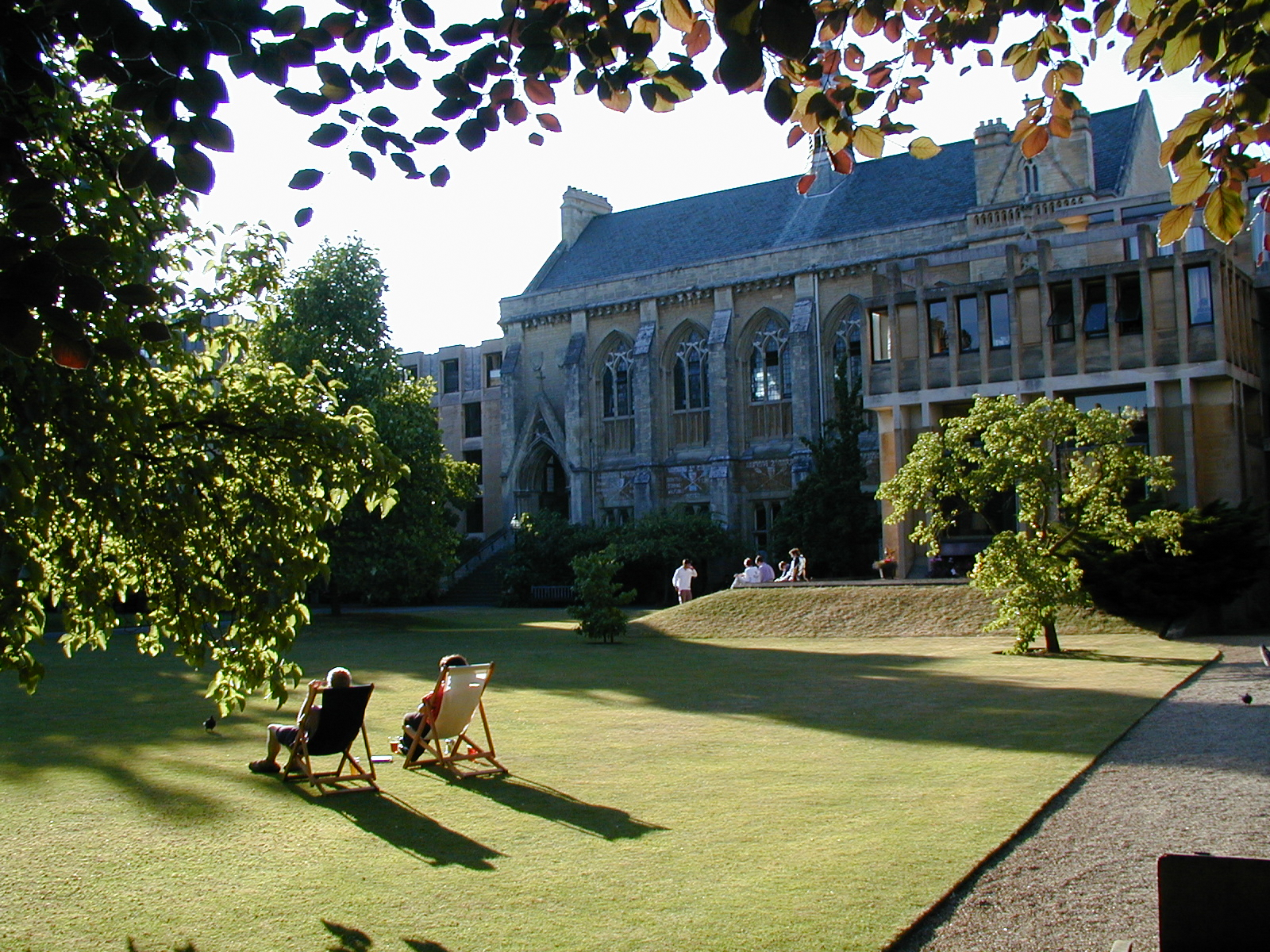
Colégio de Balliol, um dos mais antigos da Universidade de Oxford.

Um colégio é, no seu sentido original, uma corporação constituída por membros de igual dignidade. Entre si, esses membros, designam-se "colegas". Etimologicamente, "colégio" tem origem no latim "collegium", por sua vez derivado de "colligere", que significa "reunir".
O termo tem vindo a ser usado para designar vários tipos de corporações, incluindo algumas associações profissionais, bem como algumas instituições de ensino, especialmente aquelas onde os alunos residem. 

## História
Na Roma antiga, um colégio (collegium) constituía uma corporação, composta por vários magistrados, conhecidos como "colegas". De acordo com o número de colegas que incluía, o colégio recebia a designação específica de "duumvirato", "triunvirato", "quattuorviri", etc.
Na Idade Média, o termo "colégio" passou a ser empregue para designar uma associação, uma corporação ou uma confraria que funcionava segundo um princípio colegial, ou seja um princípio em que todos os seus membros eram iguais entre si e sujeitos às mesmas regras. O seu chefe, como primus inter pares (o primeiro de entre os seus pares) era designado, conforme os casos, "prefeito" ou "principal". O termo foi especialmente aplicado a alguns estabelecimentos de ensino onde os alunos residiam e formavam uma corporação estudantil.
A partir do século XII, como estabelecimentos de ensino, os colégios tornaram-se nas instituições complementares das universidades. Frequentemente, eram fundados por legados, pios ou por ordens religiosas. A sua missão era a de albergar os estudantes das universidades medievais, mas também de lhes ministrar um complemento de ensino ou um apoio pedagógico, sobretudo àqueles que estudassem nas faculdades de artes liberais. Alguns colégios tornaram-se instituições de ensino preparatório para o acesso a uma universidade, com caraterísticas muito semelhantes às das atuais escolas de ensino secundário.
Hoje em dia, este termo continua a designar órgãos que funcionam segundo um princípio colegial, como os colégios eleitorais, o Colégio dos Cardeais ou as colegiadas. Em espanhol, o termo colegio comumente se refere a associações profissionais, como colegio de ingenieros.
Na linguagem comum, sem uma precisão particular, o termo "colégio" refere-se geralmente a um estabelecimento de ensino. Nos países anglo-saxónicos, o colégio é normalmente uma instituição de ensino superior, fazendo ou não parte de uma universidade e correspondendo aproximadamente a uma faculdade nos países de línguas latinas. Em outros países, o termo refere-se sobretudo a um tipo de escola de ensino secundário ou de médio. Ainda em outros, refere-se a uma escola que obedece a caraterísticas especiais, como a de ser privada, confessional ou de funcionar em regime de internato. Em muitos colégios, o seu responsável continua a ter o tradicional título de "principal" (em inglês, principal), abreviatura de "professor principal".

## Colégios por países

### Bélgica
Na Bélgica, um colégio (collège) é um tipo de escola católica de ensino secundário, para crianças a partir dos 11 ou 12 anos de idade. No passado, os colégios destinavam-se apenas a rapazes, sendo que os correspondentes femininos se designavam "institutos". As escolas públicas equivalentes eram designadas "ateneus" quando masculinas e "liceus" quando femininas. A partir de 1981, todas aquelas escolas se tornaram obrigatoriamente de frequência mista.

### Brasil
No Brasil, instituições de ensino que são nomeadas como colégio costumam ter pelo menos o Ensino Médio (se houver apenas o Ensino Fundamental, denomina-se escola), ao contrário do conceito anglófono da palavra college, que corresponde à faculdade (ensino superior). Em algumas regiões do Brasil, entretanto, há instituições denominadas escolas que oferecem apenas o Ensino Médio, mas são raras.
Observação: A atual Lei de Diretrizes e Bases da Educação (LDB) em nenhum momento refere-se aos termos obsoletos "colégio" ou "colegial", mas exclusivamente a escolas de Ensino Fundamental e de Ensino Médio.

### Estados Unidos

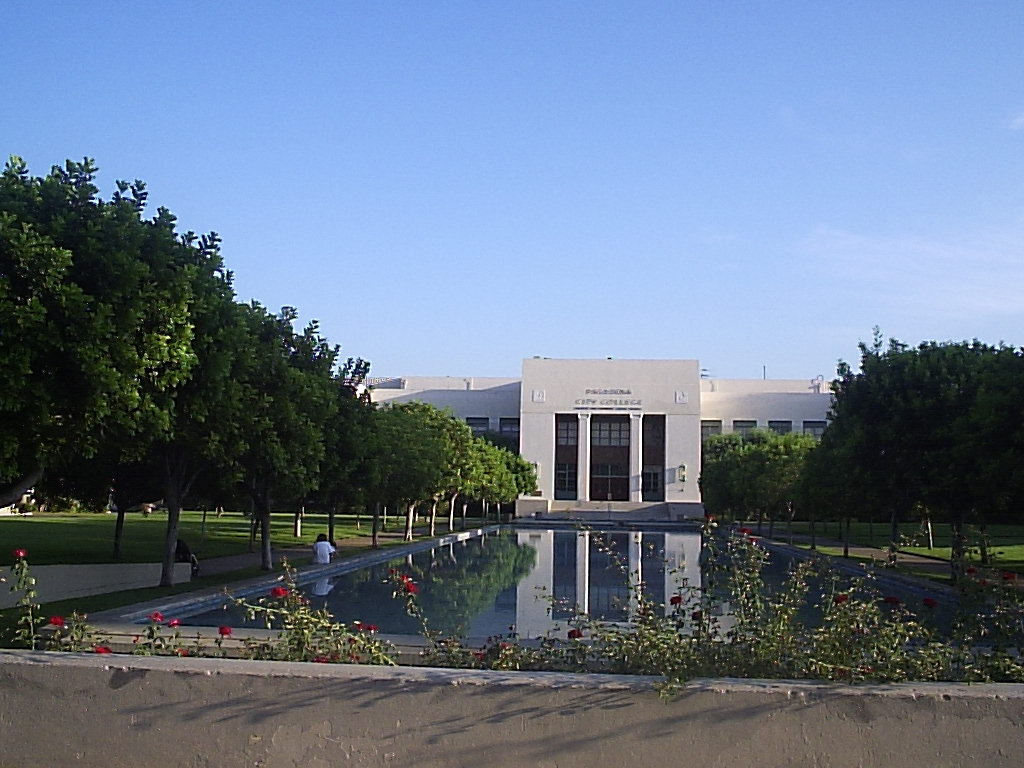
Pasadena City College, colégio comunitário em Pasadena, Estados Unidos.

Nos Estados Unidos, o termo "colégio" (college) é utilizado na linguagem corrente como designação genérica do ensino superior, mais precisamente dos estudos de graduação (undergraduate studies) por oposição aos de pós-graduação (graduate studies).
O termo também é empregue especificamente para designar estabelecimentos de vários tipos, como:
- colégios comunitários (community colleges) ou colégios júnior (junior colleges), que constituem escolas de âmbito local onde são realizados cursos superiores de curta duração;
- colégios de artes liberais (liberal arts colleges) ou colégios de graduação (undergraduate colleges), que constituem os departamentos de algumas universidades onde são realizados os seus cursos de graduação;
- faculdades especializadas numa área do conhecimento (engenharia, enfermagem, etc.) de algumas universidades;
- estabelecimentos residenciais dos alunos de uma universidade, onde também lhes pode ser dado apoio académico e pedagógico;
- instituições ou corporações profissionais, especialmente no ramo da medicina, como são o caso do Colégio Americano dos Cirurgiões (American College of Surgeons) ou do Colégio Americano da Medicina Interna (American College of Internal Medicine).

### França

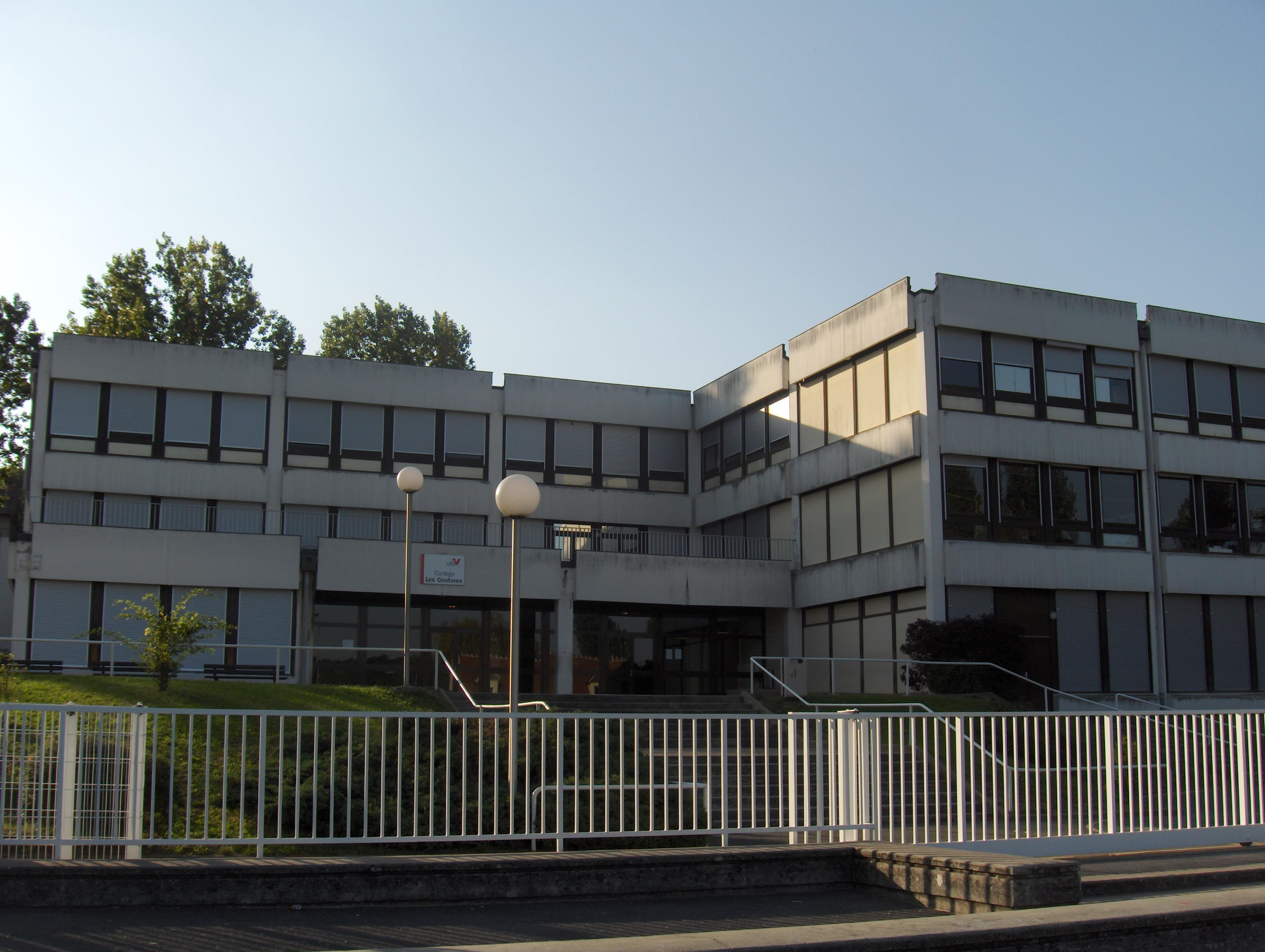
Collège Les Coutures, em Parmain, França.

Na França, o colégio (collège) é o estabelecimento de ensino público ou privado - de nível intermediário entre o da escola primária e o do liceu – onde é realizado o ensino secundário, normalmente por jovens com idades compreendidas entre os 11 e os 15 anos. Por extensão, o nível de ensino realizado nos colégios também é designado ele próprio "colégio". Os anos escolares realizados no colégio são designados sexto, quinto, quarto e terceiro, sendo frequentados por esta ordem. Desde 1975, a frequência do colégio é obrigatória, existindo um único programa de ensino para todo o país, que inclui as disciplinas de francês, matemática, história, geografia, física, química, ciências da natureza, segunda língua, desporto, arte e música, cada uma com entre 2 e 4,5 horas semanais de aulas. Sendo o programa comum para todos, é suposto que todos os cidadãos acabem o colégio - e consequentemente, o ensino obrigatório - com a mesma base de conhecimentos escolares, só escolhendo uma modalidade específica de ensino já no liceu
Além dos colégios de ensino secundário, também existe o Colégio de França, que é um grande estabelecimento de ensino superior e de investigação, sediado em Paris. Fundado em 1530, hoje em dia é  sobretudo vocacionado para a investigação.

### Portugal

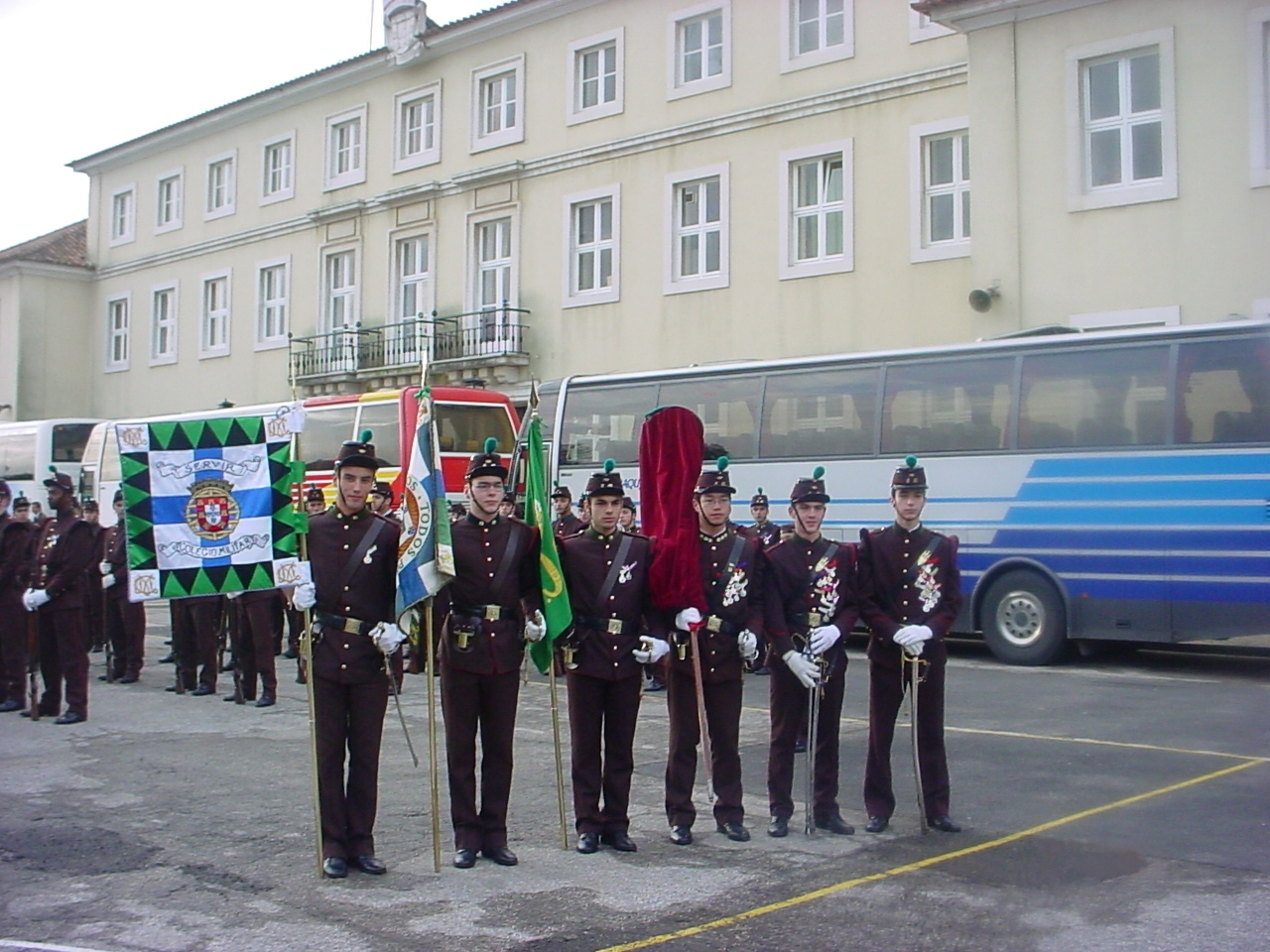
Alunos do Colégio Militar, em Lisboa, Portugal.

Até ao século XIX, em Portugal, um colégio era um estabelecimento de ensino secundário ou pré-universitário – normalmente religioso ou ocasionalmente público – onde os alunos viviam normalmente em regime de internato. A maioria deles, seguia o modelo do Real Colégio das Artes e Humanidades, fundado em Coimbra pelo Rei D. João III, em 1542.
Hoje em dia, o termo "colégio" é aplicado sobretudo aos estabelecimentos escolares particulares, de ensino básico ou secundário. Os colégios que funcionam em regime de externato são também genericamente referidos como "externatos", enquanto que aqueles que funcionam em regime de internato são referidos como "colégios internos".
O termo também é aplicado a alguns estabelecimentos especiais de ensino público, normalmente funcionando em regime de internato, como são os casos do Colégio Militar ou dos colégios da Casa Pia de Lisboa.
Fora do âmbito do ensino, um colégio constitui também a corporação que reúne os profissionais de uma determinada especialidade, dentro de uma ordem ou associação profissional, como são os casos do Colégio de Engenharia Mecânica da Ordem dos Engenheiros ou do Colégio da Especialidade de Cardiologia da Ordem dos Médicos.

### Reino Unido,Commonwealthe Irlanda

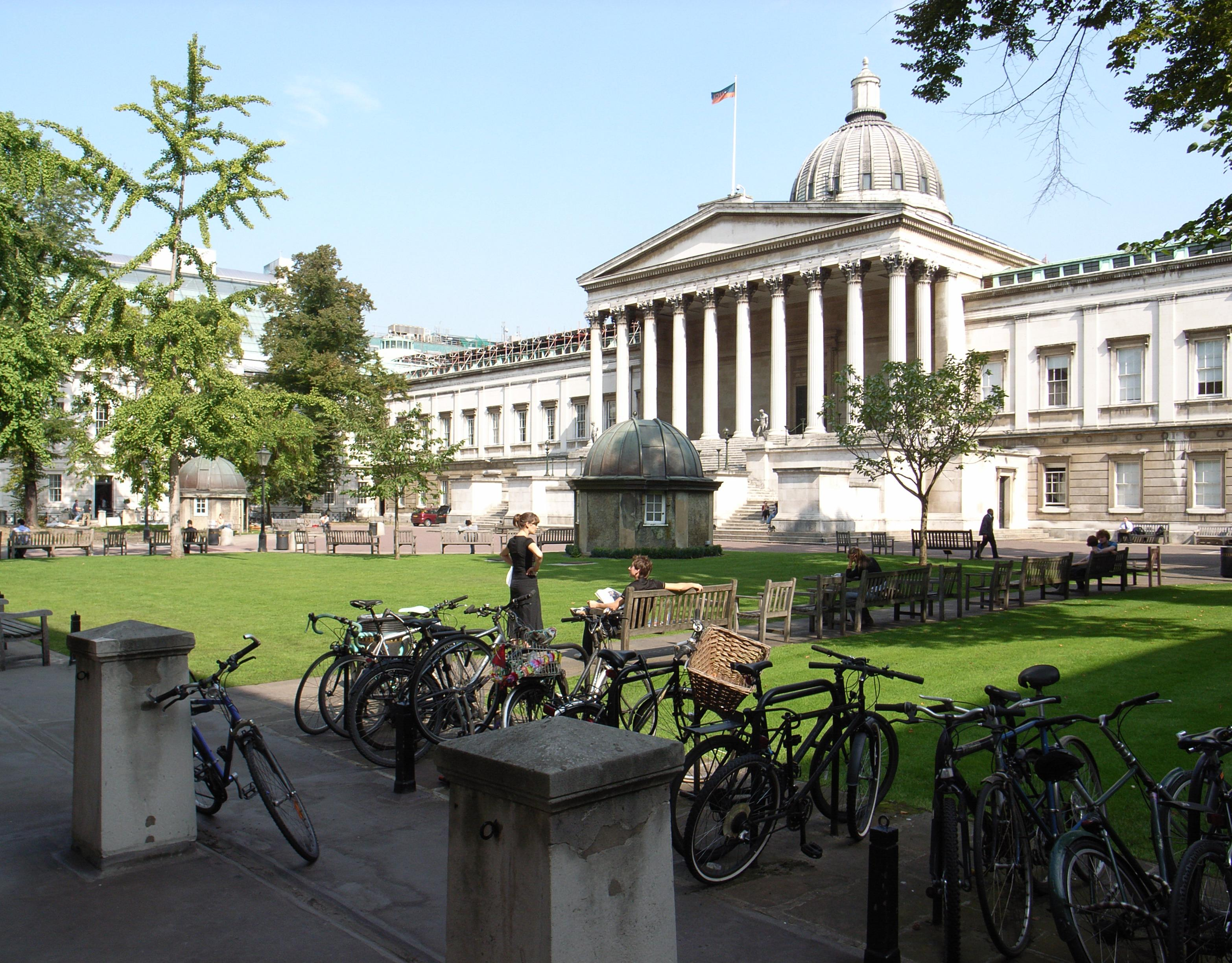
University College da Universidade de Londres, Reino Unido.

No Reino Unido, em outros países da Commonwealth e na Irlanda, o termo "colégio" (college) é utilizado para designar um amplo número de estabelecimentos de ensino, que incluem desde os de ensino secundário aos de ensino universitário. Entre outros, colégio pode referir-se a: 
- um estabelecimento de ensino pós-secundário, de caráter vocacional;
- certas escolas privadas (public schools ou independent schools), que usam o termo no seu nome, como são os casos dos famosos Colégio de Eton e Colégio de Winchester;
- certas associações profissionais, como é o caso do Real Colégio dos Cirurgiões (Royal College of Surgeons) ou do Real Colégio de Enfermagem (Royal College of Nursing);
- colégios universitários, que constituem estabelecimentos de ensino superior que concedem os seus próprios diplomas, mas que não possuem o estatuto de universidade;
- o College of Justice (Colégio de Justiça), que reúne os tribunais superiores da Escócia e as corporações associadas como as dos advogados e dos solicitadores;
- instituições independentes associadas a uma universidade, mantendo o modelo dos antigos colégios medievais, como os das universidades de Oxford e de Cambridge.

Os colégios das universidades de Oxford e de Cambridge constituem instituições independentes, constituintes daquelas universidades, que se encarregam do ensino e da preparação dos estudantes, bem como da sua vida estudantil em geral. A universidade em si, não se encarrega mais do que da administração e da realização dos exames. As universidades de Durham e de Iorque também mantêm um sistema de colégios, mas estes funcionam apenas como residências universitárias.

### Suíça
Em alguns cantões da Suíça, o colégio é a escola de maturidade, ou seja a escola secundária pós-obrigatória. Onde existe, o colégio corresponde ao ginásio ou ao liceu de outros cantões suíços.